# Friedrich-Wilhelm-Lübke-Koog
Friedrich-Wilhelm-Lübke-Koog és un municipi del districte de Nordfriesland, dins l'Amt Südtondern, a l'estat alemany de Slesvig-Holstein. Fou creat el 1954 arran de la construcció d'un pòlder que va rebre el nom de Friedrich-Wilhelm Lübke, ministre-president de Slesvig-Holstein que havia mort aquell any.